# Oxytropis semenowii
Oxytropis semenowii är en ärtväxtart som beskrevs av Aleksandr Andrejevitj Bunge. Oxytropis semenowii ingår i släktet klovedlar, och familjen ärtväxter. Inga underarter finns listade i Catalogue of Life.